# Joan Marion
Joan Marion (28 de septiembre de 1908 – 5 de noviembre de 2001) fue una actriz cinematográfica de origen australiano.
Nacida en Launceston (Tasmania), Australia, su verdadero nombre era Joan Nicholls.
Falleció en 2001 en Sheringham, Inglaterra.

## Selección de su filmografía
- The River House Ghost (1932)
- The Stolen Necklace (1933)
- The Melody-Maker (1933)
- Lord of the Manor (1933)
- Tangled Evidence (1934)
- Sensation (1936)
- Premiere (1938)
- Black Limelight (1939)
- Dead Man's Shoes (1939)
- Ten Days in Paris (1940)
- Spies of the Air (1940)
- Tons of Trouble (1956)